# 上野健爾

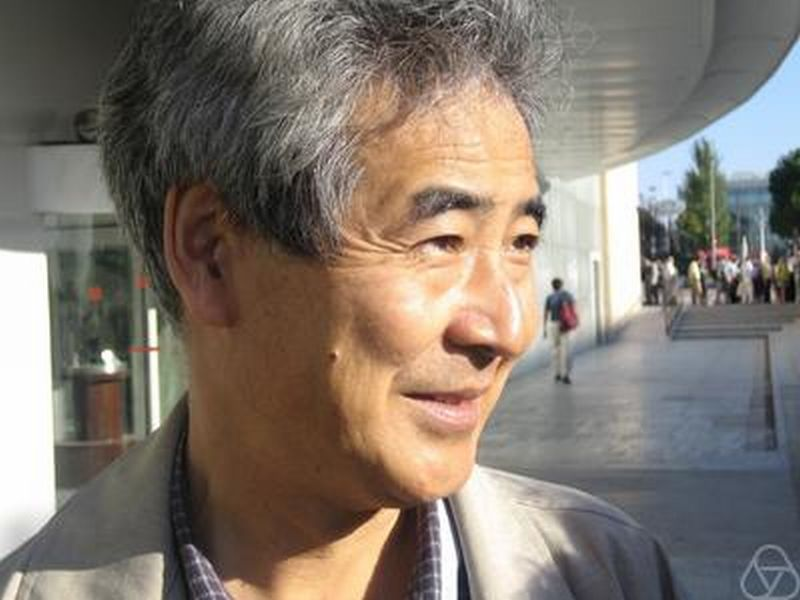
上野 健爾, マドリッド　2006

上野 健爾（うえの けんじ、1945年12月11日 - ）は、日本の数学者。専門は複素多様体論。京都大学名誉教授。四日市大学関孝和数学研究所長、法政大学大学院工学研究科教授。日本数学協会会長。学力低下問題を中心に数学教育の問題にも言及している。
1945年熊本県生まれ。1964年熊本県立熊本高等学校、1968年東京大学理学部数学科卒業。
1978年にヘルシンキで開催された国際数学者会議で招待講演を行った。
現在は洛北高等学校附属中学校などで講義を行なっている。

## 著書

### 単著
- 『代数幾何　岩波講座応用数学』岩波書店　1993
- 『代数幾何入門』岩波書店　1995
- 『代数入門 1・2　岩波講座 現代数学への入門』岩波書店 1995-96
- 『円周率πをめぐって』日本評論社　1999（はじめよう数学）
- 『複素数の世界』日本評論社　1999（はじめよう数学）
- 『誰が数学嫌いにしたのか 教育の再生を求めて』日本評論社　2001
- 『代数入門 (現代数学への入門)』岩波書店 2004／『代数入門 (現代数学への入門　新装版)』岩波書店 2024
- 『数学フィールドワーク 調べてみよう,考えてみよう』日本評論社　2008／ちくま学芸文庫 2023
- 『測る』東京図書　2009
- 『数学者的思考トレーニング 代数編』岩波書店　2010
- 『数学の視点』東京図書　2010
- 『数学者的思考トレーニング 解析編』岩波書店　2012
- 『円周率が歩んだ道』岩波現代全書、2013
- 『数学者的思考トレーニング 複素解析編』岩波書店　2018
- 『双書22　大数学者の数学 ジーゲル1／人と数学』現代数学社、2022
- 『双書23　大数学者の数学 ジーゲル 2 ／２次形式論の発展と現代数学』現代数学社、2022
- 『方程式を解く　ガロアによるガロア理論』現代数学社、2024

### 共編著
- 『数学を育てる土壌』志賀浩二共著 対話・20世紀数学の飛翔　日本評論社　1992
- 『高校生に贈る数学』志賀浩二、森田茂之 共著　岩波書店　1995
- 『現代数学の流れ1』岩波講座現代数学への入門（深谷賢治，神保道夫，砂田利一と共著　1995)
- 『現代数学の流れ2』（青本和彦，高橋陽一郎，難波完爾，神保道夫，加藤和也共著、1996）
- 『現代数学の広がり1』岩波講座現代数学の基礎（青本和彦，砂田利一 共著、岩波書店　1996）
- 『モジュライ理論 3』清水勇二 共著　岩波書店　1999　岩波講座現代数学の展開
- 『現代数学の土壌 数学をささえる基本概念』志賀浩二，砂田利一 共編　日本評論社　2000–2001
- 『学力があぶない』（大野晋と共著、岩波新書、2001）
- 『現代数学の展望』志賀浩二，砂田利一 共編　日本評論社　2001
- 『数学の未解決問題 21世紀数学への序章』高橋陽一郎，中島啓 共編　サイエンス社　2003　臨時別冊・数理科学
- 『岩波数学入門辞典』青本和彦，加藤和也，神保道夫，砂田利一，高橋陽一郎，深谷賢治，俣野博，室田一雄 共編　岩波書店 2005
- 『こんな入試になぜできない』（岡部恒治 共編、日本評論社　2005）
- 『複素構造の変形と周期―共形場理論への応用』（清水勇二 共著、岩波書店　2008）
- 『関孝和論序説』（小川束，小林竜彦，佐藤賢一と共著、岩波書店　2008）

### 翻訳
- J. デュドネ編『数学史 1700-1900』金子晃,浪川幸彦、森田康夫、山下純一共訳　岩波書店　1985
- E. アルティン『ガンマ関数入門』日本評論社　2002　はじめよう数学
- ティモシー・ガウアーズ『1冊でわかる数学』青木薫と共訳、岩波書店　2004）
- ヴィクター・J. カッツ『カッツ数学の歴史』三浦伸夫共監訳 中根美知代，高橋秀裕，林知宏，大谷卓史，佐藤賢一，東慎一郎，中澤聡訳　共立出版　2005
- ジョン・スティルウェル『数学のあゆみ（上・下）』（浪川幸彦共監訳・林芳樹・田中紀子訳、朝倉書店　2005-2008）